# دید تحقق یافته
در محاسبه، یک دید تحقق یافته یک شی پایگاه‌داده است که شامل نتایج یک کوئری است.برای مثال، ممکن است یک کپی محلی از داده‌های از راه دور باشد، یا ممکن است زیر مجموعه‌ای از ردیف‌ها و / یا ستون‌های یک جدول یا نتیجه اتصال باشد، یا ممکن است یک خلاصه با استفاده از یک تابع تجمعی باشد.
فرآیند ایجاد یک دیدگاه تحقق یافته گاهی تحقق یافته نامیده می‌شود.این شکلی از ذخیره نتایج یک کوئری است، مشابه با یادآوری ارزش یک عملکرد در زبان‌های کاربردی، و گاهی اوقات به عنوان شکلی از پیش محاسبه توصیف می‌شود.همانند دیگر اشکال پیش محاسبه، کاربران پایگاه‌داده معمولا از دیدگاه‌های مادیت شده برای دلایل عملکرد استفاده می‌کنند،به عنوان یک شکل بهینه‌سازی.
دید تحقق یافته ای که داده‌ها را براساس جدول ها از راه دور ذخیره می‌کنند نیز به عنوان اسنپ شات شناخته می‌شوند.
در هر سیستم مدیریت پایگاه‌داده که از مدل رابطه‌ای پیروی می‌کند، یک دید یک جدول مجازی است که نتیجه یک کوئری پایگاه‌داده را نشان می‌دهد.هر زمان که یک پرس و جو یا یک به روز رسانی یک جدول مجازی منظره عادی را نشان می‌دهد، DBMS این موارد را به کوئری هایش  تبدیل می‌کند یا آنها را در برابر جدول های پایه اساسی به روز رسانی می‌کند.دید تحقق یافته رویکردی متفاوت را اتخاذ می‌کند: نتیجه کوئری را به عنوان یک جدول آمیخته شده (‏تحقق یافته)‏(‏به جای چنین دیدگاهی)‏که ممکن است از جدول های پایه اصلی هر چند وقت یکبار به روز رسانی شود، ذخیره می‌شود.این امر دسترسی بسیار کارآمدتر، با هزینه ذخیره‌سازی اضافی و برخی از داده‌ها که به طور بالقوه به روز نیستند را ممکن می‌سازد.دیدهای تحقق یافته به خصوص در سناریوهای ذخیره‌سازی داده‌ها استفاده می‌شوند، که در آن کوئری های پر تکرار جدول های پایه واقعی می‌تواند گران‌قیمت باشد.
در یک دید تحقق یافته، شاخص‌ها می‌توانند بر روی هر ستون ساخته شوند.در مقابل، در یک دیدگاه نرمال، به طور معمول تنها امکان بهره‌برداری از شاخص‌ها بر روی ستون‌هایی که مستقیما از (‏یا دارای یک نقشه برای)‏ستون‌های ایندکس شده در جداول پایه می‌آیند، وجود دارد؛اغلب این عملکرد به هیچ وجه ارائه نمی‌شود.

## پیاده سازی ها

### اوراکل
دیدهای تحقق یافته ابتدا توسط پایگاه‌داده اوراکل اجرا شدند: ویژگی بازنویسی کوئری از نسخه ۸i اضافه شد.
```
                                                                   
CREATE
 
MATERIALIZED
 
VIEW
 MV_MY_VIEW 
                                                                       
REFRESH
 FAST 
START
 
WITH
 SYSDATE
                                                                                    
NEXT
 SYSDATE + 1
                                                                      ;<
AS
 
SELECT
 * 
FROM
 <table_n  
```

### پستگرس کیوال
در پستگرس کیوال، نسخه ۹.۳ و دیدهای تحقق یافته جدیدتر پشتیبانی می‌شوند.در نسخه ۹.۳، یک دید تحقق یافته از نو احیا نمی‌شود و تنها در زمان ایجاد پر می‌شود (‏مگر اینکه از هیچ داده‌ای استفاده شود)‏.ممکن است بعدا به صورت دستی با استفاده از دید حرارتی شده رفرش، تجدید قوا شود.در نسخه ۹.۴،رفرش ممکن است همزمان با انتخاب در دید تحقق یافته باشد اگر به طور همزمان مورد استفاده قرار گیرد.
مثالی از نوع ساختاری برای ایجاد یک دید تحقق یافته در پستگرس کیوال:
```
                                                                   
CREATE
 
MATERIALIZED
 
VIEW
 MV_MY_VIEW
                                                       [ 
WITH
 (storage_parameter [= 
value
] [, ... ]) ]
                                                                     [ 
TABLESPACE
 tablespace_name ]
                                                                     ;<
AS
 
SELECT
 * 
FROM
 <table_name
```

### سرور اس کیو ال
Microsoft SQL Server differs from other RDBMS by the way of implementing materialized view via a concept known as "Indexed Views". The main difference is that such views do not require a refresh because they are in fact always synchronized to the original data of the tables that compound the view. To achieve this, it is necessary that the lines of origin and destination are "deterministic" in their mapping which limits the types of possible queries to do this. This mechanism has been realised since the 2000 version of SQL Server.
مثالی از نوع ساختاری برای ایجاد یک دید تحقق یافته در سرور اس کیو ال:
```
                                                                                
CREATE
 
VIEW
 MV_MY_VIEW
                                                                                    
WITH
 SCHEMABINDING
                                                                                                    
AS
 
                                                                       
SELECT
 COL1, SUM(COL2) 
AS
 TOTAL
                                                                                     <
FROM
 <table_name 
                                                                                        
;GROUP
 
BY
 COL1
                                                                                                    
GO

                                                                      
CREATE
 
UNIQUE
 
CLUSTERED
 
INDEX
 XV 
                                                                               ;
ON
 MV_MY_VIEW (COL1)
```

### جریان پردازش فریم ورک
همه Apache Kafka (since v0.10.2), Apache Spark (since v2.0), Apache Flink, Kinetica DB, Materialize, and RisingWave از دید تحقق یافته ای در جریان اطلاعات پشتیبانی میکنند.

### بیشتر
دیدگاه‌های تحقق یافته نیز در سیبیس اس کیو ال هر جایی پشتیبانی می‌شوند.در IBM Db2، آن‌ها "جدول کوئری تحقق یافته" نامیده می‌شوند.کلیک هاوس از دیدگاه‌های تحقق یافته ای پشتیبانی می‌کند که به طور خودکار در ادغام احیا می‌شوند.مای اس کیو ال دیدگاه‌های تحقق یافته را پشتیبانی نمی‌کند، اما راه‌حل‌های ممکن را می توان با استفاده از محرک‌ها یا روش‌های ذخیره یا با استفاده از کنترل دستی برنامه منبع باز اجرا کرد.دیدگاه‌های تحقق یافته شده را می توان در آمازون دینامو دی بی با استفاده از رویداده‌ای اصلاح داده گرفته‌شده توسط  جریان دینامو دی بی اجرا کرد.گوگل اعلام کرد که در ۸ آوریل ۲۰۲۰ در دسترس بودن دیدگاه‌های تحقق یافته برای بیگ کوئری به عنوان یک انتشار بتا اعلام شد.